# Бунт на Нестор
Бунтът на Нестор е въоръжено движение на българи и печенези в Северна България през 1074 г.
Повод за бунта е новата данъчна политика на цариградското управление, което спира помощите, отпускани на пограничното население в Силистра. В опит да прекрати бунта император Михаил VII Дука назначава българския болярин Нестор за управител (катепан) на областта.
Нестор взема страната на своите сънародници и оглавява бунта, като след сключен съюз с печенегите нахлува в „Македонската област“ (днешна Южна България), а впоследствие обсажда Цариград. Исканията са да им бъде предаден първият министър Никифорица, тъй като се смята, че той е отговорен за новата данъчна политика.
След последвалия раздор между бунтовниците и печенегите Нестор се връща в Северна България. Не е известно още колко време продължават бунтовете.
Бунтът е неуспешен.

## Външни препрати
- Бунтът на „Граничаря“ Нестор – Пламен Павлов